# Istočni Bospor
Istočni Bospor (rus. Босфор Восточный) tjesnac je smješten u Primorskom kraju, Rusija, koji odvaja poluotok Muravjov-Amurski i Ruski otok, te povezuje Amurski i Usurijski zaljev unutar Zaljeva Petra Velikog.
Istočni Bospor ima dubinu do 50 metara, dugačak je oko 9 km, a na najužem mjestu je širok samo 800 metara. Tjesnac ima nekoliko zaljeva unutar poluotoka i Ruskog otoka, uključujući glavni zaljev Zolotoj Rog. Oko ovog zaljeva nalazi se veći dio grada Vladivostoka. Most na otoku Ruskom je most s užadima koji povezuje poluotok i dijelove Vladivostoka na Ruskom otoku, dovršen je u srpnju 2012. i s rasponom od 1,104 metara je najduži most s užadima na svijetu, po stanju od 2020. godine.